# Hervanta

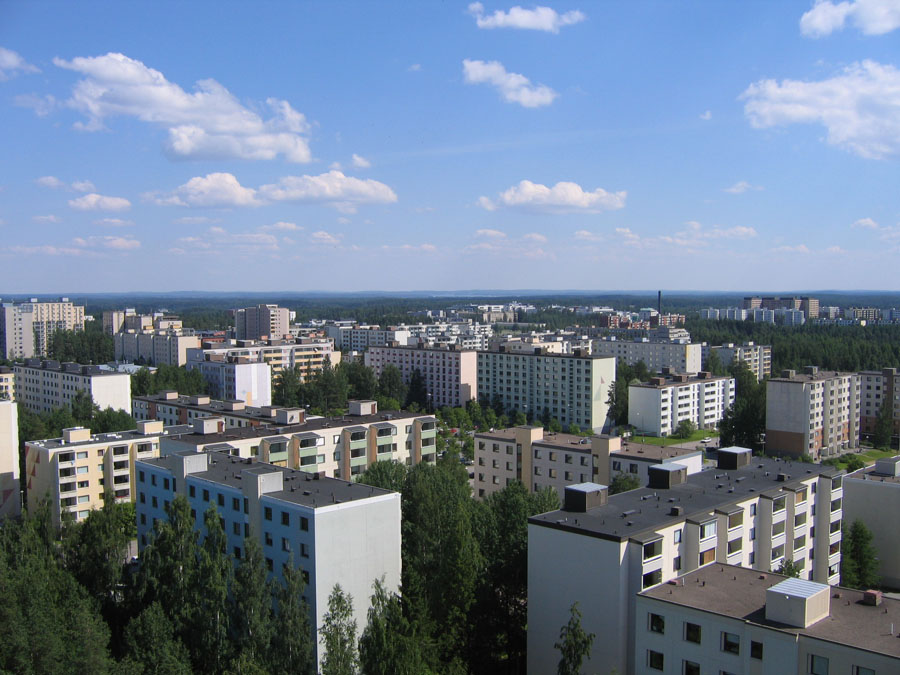
Kilátás a hervantai víztorony tetejéről

Hervanta Tampere egy nagyobb külvárosa, a városközponttól 10 kilométerre délre fekszik.
Hervanta lakossága 21 153 (2006. december 31.), de emellett jelentős az itt élő diákok száma, ezt figyelembe véve Hervanta lakosainak száma meghaladja a 30 000-t. A diákok többsége a Hervantában található Tamperei Műszaki Egyetem (Tampere University of Technology – TUT) hallgatója. A legnagyobb egyetemi kollégium a Mikontalo, amely Hervanta lakossága 3%-nak ad otthont. A városrész lakosságának 8%-a külföldi, 75 különböző nemzetiségű.
Hervanta jelenleg 13,8 km² területű, de folyamatosan fejlődik. A Helsingin Sanomat napilap közvéleménykutatása alapján 2003 augusztusában a legjobb finnországi városrésznek választották.

## Technológia
Hervantát „Finnország Szilícium-völgyé”nek is nevezik az itt található nagyszámú technológiai cég, valamint a műszaki egyetem miatt. Hervantában található a Hermia tudományos központ is, és a VTT (Valtion Teknillinen Tutkimuskeskus) tudományos kutatóközpont. A világon az első GSM telefonhívást szintén Hervantában hajtották végre 1991-ben, amikor a Radiolinja elkezdte kiépíteni GSM hálózatát. Hermia ad otthont a legnagyobb finn telefongyártó cég, a Nokia és számos más cég irodaépületének is.

## Története

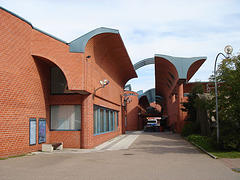
Raili és Reima Pietilä tervei alapján készült hervantai központ

A jelenlegi Hervanta területén az 1970-es évek előtt csupán néhány major és erdő volt található. A hervantai városrész tervei az 1960-as évek elején merültek fel Pekka Paavola, Tampere polgármestere kezdeményezésére. Tampere gyors fejlődése megkövetelte újabb lakónegyedek építését, de mivel a városközponton kívül eső területek jóval jutányosabb áron voltak elérhetőek, így a tervezés a városközponttól távolabb kezdődött.
Az 1967-ben kiírt pályázatot Aarno Ruusuvuori tervei nyerték, az építkezés 1969-ben az ő tervei alapján kezdődtek.
Eleinte úgy tervezték, hogy a Tamperei Egyetem (Tampereen yliopisto) és a Tamperei Műszaki Egyetem (Tampereen teknillisen yliopisto) közös kampuszt épít Hervantában, de az 1970-es évek elején úgy döntöttek, hogy a Tamperei Egyetem a városközpontba kerül. A technikai egyetemet viszont továbbra is Hervantába tervezték, az első egyetemi épület 1973-ban készült el.
Az 1970-es évek végén és az 1980-as évek elején jelentős számú beton tömbház épült és ez határozta meg a városrész arculatát. Hogy ez az arculat ne változzon, Reima és Raili Pietilä építészeket kérték fel Hervanta központjának megtervezésére, ide tartozott a szabadidőközpont, a vallási gyülekezeti központ, valamint a bevásárlóközpont, melyek 1970-ben készültek el. Az épületek vörös téglából épültek, amely a legjobban jellemzi Pietilää építészeti stílusát. Hasonló stílusban épült többek között a tamperei főkönyvtár, valamint az espooi technikai középiskola.

## Külső hivatkozások
- Hervanta.fi
- Hervannan Sanomat – Hervantai újság
- Tamperei Technikai Egyetem hivatalos honlapja
- Hervanta térképe
- Hervanta a Google Map-on